# پونوراتس
پونوراتس (به صربی: Ponorac) یک منطقهٔ مسکونی در صربستان است که در سینیتسا واقع شده‌است. پونوراتس ۱۰٫۶۶ کیلومتر مربع مساحت و ۱۸۶ نفر جمعیت دارد.